# NGC 4847
NGC 4847 ist eine 14,3 mag helle elliptische Galaxie vom Hubble-Typ E2 im Sternbild Jungfrau auf der Ekliptik. Sie ist schätzungsweise 210 Millionen Lichtjahre von der Milchstraße entfernt und hat einen Durchmesser von etwa 35.000 Lj.
Im selben Himmelsareal befinden sich u. a. die Galaxien NGC 4825, NGC 4836, NGC 4838 und NGC 4855.
Das Objekt wurde am 19. April 1882 vom deutschen Astronomen Ernst Wilhelm Leberecht Tempel entdeckt.